# تولد یک ملت
تولد یک ملت (انگلیسی: The Birth of a Nation) فیلمی صامت در سبک درام به کارگردانی دی. دبلیو. گریفیث است که در سال ۱۹۱۵ منتشر شد. برخلاف محتوای جنجالی فیلم تکنیک‌های مبتکرانهٔ گریفیث، تولد یک ملت را به یکی از تأثیرگذارترین فیلم‌ها در صنعت تجاری فیلم تبدیل کرده‌است و اغلب در ردیف بزرگ‌ترین فیلم‌های آمریکایی قرار می‌گیرد.

## بازیگران
- لیلین گیش - السی استومن
- می مارش - فلورا کامرون
- میریام کوپر - مارگارت کامرون
- هنری بی. والتهال - سرهنگ بن کامرون
- رالف لویس آستین استونمن
- ماری آلدن - لیدیا براون
- والاس رید - جف آهنگر
- المر کلیفتون - فیل استونمن
- دونالد کریسپ - ژنرال یولیسیز سایمن گرانت
- مونته بلو
- جان فورد
- دی. دبلیو. گریفیث
- والتر هیوستون
- المو لینکلن - آهنگر
- اریش فن اشتروهایم
- رائول والش - جان ویلکس بوث
- جوزفین کرول - خانوم کامرون
- یوجین پلت
- بابی برنز
- ادموند برنز
- پگی کارت‌رایت
- بلو واشینگتن